# Ruta Nacional 249 (Argentina)
La Ruta Nacional 249 es una carretera argentina asfaltada, que se encuentra en el partido de Coronel de Marina Leonardo Rosales, al sudoeste de la provincia de Buenos Aires, a pocos km al sudeste de Bahía Blanca.
Su recorrido es de 20 km en la dirección noreste a sudoeste, numerados de km 650 a 670. Comienza en el empalme con la Ruta Nacional 3 en el km 650 en el caserío Bajo Hondo y finaliza en la ciudad de Punta Alta.